# Cümbüş

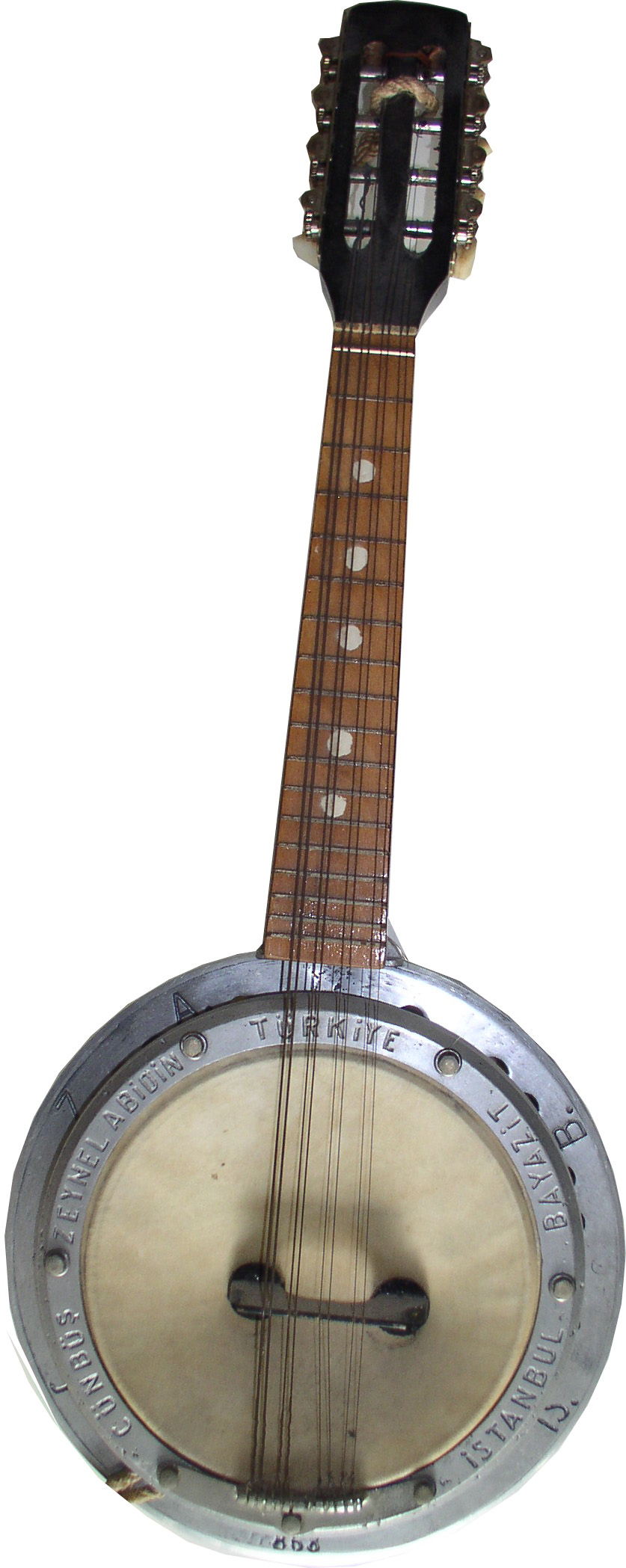
Mandolin cümbüş mit Bünden

Cümbüş ist eine türkische Laute mit kurzem oder langem Hals ohne Bünde oder mit Bünden. Ihr kreisrunder, einem Banjo ähnlicher Resonanzkörper aus Metall besitzt eine Hautdecke, die mit Schrauben gespannt wird. Die cümbüş hat sechs Doppelsaiten, die normalerweise wie die einer oud gestimmt und mit einem Plektrum oder einem Federkiel gezupft werden.

## Herkunft

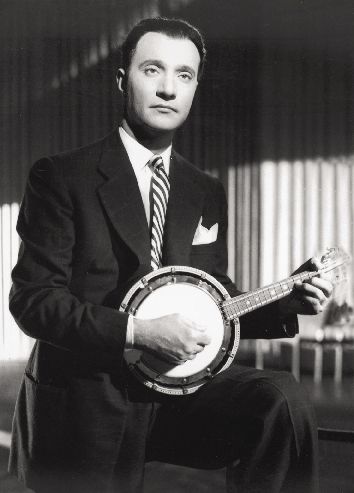
Der ägyptische Musiker Mohammed Abdel Wahab mit einer mandolin cümbüş

Das Instrument wurde um 1930 von Zeynel Abidin (1881–1947) erfunden, der sich später den Familiennamen Cümbüş zulegte. Von ihm entwickelte Vorläufer aus der Lautenfamilie saz zeigen neben einer Verwandtschaft zum Banjo auch eine mögliche Herkunft von den zentralasiatischen Lauten komuz und rubab. In der Geschichte, wie sie seine Nachkommen erzählen, bekam er als Kriegsveteran des Ersten Weltkriegs 1930 eine Einladung zu einem Abendessen, bei dem auch der Präsident der noch jungen türkischen Republik Mustafa Kemal Pascha anwesend war. Als Mustafa Kemal auf die Modernisierung der Türkei und die kulturelle Revolution in der türkischen Musik zu sprechen kam, erzählte Zeynel Abidin von seinem neu entwickelten Instrument, das mit wenigen Handgriffen sowohl klassische Musik im türkischen Stil (alla turca), als auch westliche Musik (alla franga) spielen konnte. Atatürk, der selbst klassische türkische Musik schätzte und gleichzeitig politisch die Einführung des westlichen Musikstils vorbereitete, fand großes Interesse an der Laute. Er lud Abidin zu einer Vorführung des noch unbenannten Instruments ein. Am 24. Januar spielte Abidin in Anwesenheit Atatürks vor. Da es Atatürk sehr gefiel und er den Klang mit cümbüş assoziierte, was die türkische Bezeichnung für „ausgelassene Feier“ (Remmidemmi) ist, fragte Abidin, ob er es fortan so nennen dürfe. Drei Tage später erfolgte die Aufnahme durch Osman Zeki Üngör in die staatlich geförderten Orchester.
Das Instrument verkörperte das kemalistische Ideal. Es war sowohl für türkische, als auch für westliche Musik anwendbar, was sich gut mit der kulturellen Westorientierung der türkischen Republik vertrug. Die cümbüş war preiswert herzustellen und damit ein Instrument des Volkes, das sich nach Atatürk mit den schönen Künsten befassen sollte. Kleine Modifizierungen der Bauform (verkürzter Hals) sollte es auch Frauen ermöglichen, das Instrument zu spielen, was der neuen Stellung der Frau im Ideal des gleichberechtigten Staatsbürgers Rechnung trug. Tatsächlich spielten während der kemalistischen Einparteienherrschaft zum ersten Mal muslimische Frauen in professionellen Orchestern – vorzugsweise mit der cümbüş.

## Spielweise
Im Lauf der Zeit änderte sich die kulturelle Position der cümbüş vom kulturrevolutionären Instrument zu einem Instrument, das vom gemeinen Volk und besonders von Roma auf Hochzeiten gespielt wurde, mit dessen Imagewandel sie zunehmend aus dem klassischen türkischen Orchester verschwand. Heute ist sie im türkischen aber auch im ausländischen Folk anzutreffen – aus dem Rampenlicht ist sie jedoch größtenteils verschwunden.
Die cümbüş klingt sehr laut. Deshalb integrierten Musiker sie gerne in ihre Hochzeitskapellen, da die Klarinetten und Bechertrommeln (darbuka) sie nicht übertönen konnten.
In der nordsyrischen Stadt Aleppo führten Armenier die cümbüş in ihre aus Violinen und Perkussionsinstrumenten bestehenden Ensembles ein, während ansonsten in Aleppo Langhalslauten mit einer großen Saitenzahl, saz und buzuq, bevorzugt werden.

## Bauform
Das Fell aus Tierhaut wurde wie beim Banjo durch ein Kunststofffell ersetzt, das von einem Metallring festgespannt wird. Der Resonanzkörper besteht aus leichtem Aluminium, das seitlich unter dem Spannring durchlöchert ist. Aufgrund der rauen Verhältnisse im ländlichen Anatolien wurde sie sehr stabil konstruiert.
An dem Übergang vom Klangkörper zum Hals befindet sich ein Schraubverschluss, mit dem sich der Winkel des Halses verändern und damit Saitenlage und Spielposition optimieren lässt. Die Schraube ermöglicht auch, einen anderen Hals zu montieren, um die Tonhöhe (Grundstimmung) und den Klang zu modifizieren. Mit abgeschraubtem Hals kann die cümbüş bequemer transportiert werden.
- Standart cümbüş, wie eine oud ohne Bünde
- Gitar cümbüş, wie eine Gitarre mit Bünden
- Mandolin cümbüş, eine Art Mandolinenbanjo mit verkürztem Hals und mit Bünden
- Saz cümbüş, mit langem Hals wie bei einer saz
- Tambur cümbüş oder tanbur cümbüş, mit einem sehr langen Hals wie bei einer tambur
- Elektro cümbüş mit elektrischem Tonabnehmer
- Yaylı tambur oder yaylı tanbur, eine Langhalslaute mit einem kreisrunden Korpus wie bei der tambur, jedoch mit einem Bogen gestrichen

Beim Banjo bestehen nur einige Teile des Korpus aus Metall. Der Metallkorpus der cümbüş ist für ein Lauteninstrument, allgemein für ein Saiteninstrument, äußerst ungewöhnlich, jedoch in der Geschichte nicht ohne Vorläufer. So wurde in einem Grab aus der Zeit der chinesischen Kaiserin Wu Zetian (reg. 690–705) ein Lauteninstrument mit einem Korpus aus Kupfer gefunden. Ferner heißt es in der vom chinesischen Autor Yang Yü zwischen 1357 und 1360 verfassten Anekdotensammlung Shan-kü sin-hua, ein hu-pu-szū (qūbūz, türkisch kopuz) aus Damaszener Stahl sei das beliebteste Musikinstrument bei den Muslimen.